# Neojanacus boucheti
Neojanacus boucheti is een slakkensoort uit de familie van de Hipponicidae. De wetenschappelijke naam van de soort is voor het eerst geldig gepubliceerd in 2000 door Riedel F..